# Leite de pastagem
Leite de Pastagem, refere-se a um leite proveniente de vacas leiteiras cuja alimentação é feita à base de erva fresca e que têm acesso continuado à pastagem durante todo o ano, exceção apenas aquando de condições meteorológicas extremas. Na produção do leite de pastagem é obrigatória uma metodologia de maneio rigorosa para garantir a pastagem e produção de leite sustentáveis, assim como práticas rigorosas de bem-estar animal, gestão do impacto ambiental e metodologias de eficiência na gestão da exploração leiteira.

## Definição
Relacionado com a sua naturalidade, a metodologia de produção inerente ao leite de pastagem é mais difícil e implica menos produção de leite por animal, implicando um impacto direto no rendimento do produtor. Por essa razão também faz parte da própria metodologia de produção de leite de pastagem uma remuneração ao produtor pelo leite produzido superior à média.
Da literatura científica, comprova-se que o leite de pastagem é nutricionalmente superior ao leite de produção intensiva, relacionado com a melhoria do perfil lipídico do leite de vacas que comem mais erva fresca, aumentando a concentração de ácidos gordos insaturados, como o CLA (conjugados do ácido linoleico) e o ómega 3, considerados hipocolesterémicos, tornando o leite consideravelmente mais benéfico para a saúde humana. Também está descrito, o leite de pastagem, como uma melhor fonte de β-lactoglobulina, lactoferrina, proteínas reconhecidas pelas suas capacidades antioxidantes e de estimulação do sistema imunitário e de vitaminas lipossolúveis, como o β-caroteno (percursor da vitamina A) e o α-tocoferol (percursor da vitamina E).

## História
O leite de pastagem, devido à exigência da sua produção, necessidade de um clima adequado e menor rentabilidade para o produtor, é produzido em poucos lugares do mundo. Os maiores representantes deste tipo de leite são a Irlanda e a Nova Zelândia, reconhecidos mundialmente, como tendo lácteos de qualidade superior, há muito que baseiam a sua produção em leite de pastagem.
Actualmente, relacionado com as cada vez maiores preocupações de práticas agrícolas sustentáveis, outros países apresentam experiências de produção de leite de pastagem, como os Estados Unidos da América. 
Em Portugal, os Açores, são um local privilegiado para a prática do pastoreio de vacas leiteiras, uma vez que graças à sua localização e temperaturas médias amenas, apresentam características edafo-climáticas únicas que permitem o pastoreio do gado o ano inteiro.

## Produção convencional vs pastagem
A qualidade nutricional e organolética do leite de vaca é influenciada por um número de fatores muito distintos, relacionados quer com o animal individualmente quer com o ambiente onde este se desenvolve. A raça do animal, a sua genética, o seu estado de lactação, as práticas agrícolas de gestão da exploração, a dieta dos animais (em particular o acesso a erva fresca), e a interação entre todos estes fatores, contribuem para alterações nas características do leite. 
A dieta dos bovinos interfere com o tipo de nutrientes que são absorvidos pelos animais e que depois se manifestam nas características do próprio leite. De uma maneira geral, esta dieta é composta por uma mistura de forragens frescas, conservadas (como é o caso das sementes e caules de milho) e concentrados (sementes de plantas). De qualquer forma difere sempre do tempo que os animais passam ou não a pastar, da região do mundo, das estações do ano e com os diferentes suplementos administrados aos animais. 

### Produção convencional
Esta forma de produção consiste num sistema que concentra um grande número de animais num espaço limitado e que os alimenta basicamente de rações. 

### Produção baseada em sistemas de pastagem
Este modelo de produção baseia-se no melhoramento de práticas produtivas, garantindo o bem-estar do animal e a qualidade do leite e está diretamente relacionada com o desenvolvimento sustentável. A sua base é holística, dando ênfase ao solo. Neste modelo de produção, os animais vivem nos pastos permanentemente ou são levados a pastar uma ou duas vezes por dia e têm acesso a mais erva fresca, deixando ou passando a comer menos rações e grão. Não são necessárias máquinas para colher os alimentos ou espalhar o fertilizante pela terra, as vacas fazem isso por si mesmas. Isto diminui drasticamente o uso de fertilizantes químicos e herbicidas. Esta prática, mesmo que efetuada apenas durante uma parte do dia, tem um efeito positivo na saúde dos animais, reduzindo a taxa de mortalidade entre a manada.
Para além do leite proveniente deste tipo de produção ser rotulado como um produto ecológico é ainda identificado como sendo nutricional e sensorialmente mais desejável.
Esta prática de produção tem vindo a demonstrar vantagens a diversos níveis, nomeadamente no que diz respeito a:
- diminuição da erosão do solo e aumento da sua fertilidade;
- melhoria da qualidade da água, devido à diminuição da poluição;
- melhoria da saúde do animal e do seu bem-estar;
- melhoria da saúde do agricultor/ produtor;
- redução do uso de antibióticos administrados aos animais;
- mais lucro por animal;
- leite e derivados nutricionalmente mais valorizados, principalmente no que diz respeito ao perfil de gordura do leite.

## Principais componentes do leite de vaca
O leite de vaca contém aproximadamente 87% de água, 4,6% de lactose, 4,2% de gordura, 3,4% de proteína, 0,8% de minerais e 0,1% de vitaminas. É considerado um alimento complexo de elevado valor nutritivo capaz de fornecer um grande número de componentes bioativos, macro/ micronutrientes que, devido às suas propriedades promotoras de saúde, são considerados essenciais ao bom funcionamento do organismo. O teor destas substâncias bioativas determina a qualidade do leite e pode variar entre leites provenientes da mesma fonte, de acordo com diversos fatores que podem ser genéticos ou ter origem na dieta à qual os animais estão sujeitos.

## Benefícios do consumo de leite proveniente de sistemas de pastagens
Numerosos estudos científicos têm vindo a comprovar os efeitos benéficos dos sistemas de pastagens na qualidade nutricional do leite. Estes benefícios são demonstrados em diversas aspetos e em diferentes componentes do leite, sendo que as alterações no perfil dos ácidos gordos são as mais reconhecidas e atestadas. Alguns dados apresentados são baseados em estudos realizados com leite orgânico, que apesar de possuir mais alguns requisitos do que o leite designado de pastagem, baseia-se no principal pressuposto de que as vacas vivem nos pastos e comem mais erva fresca em detrimento de rações.

### Perfil lipídico
Estudos científicos demonstram que a gordura do leite é muito sensível à dieta à qual as vacas estão sujeitas. Os animais que se alimentam de erva fresca em maior quantidade produzem leite com um perfil lipídico mais benéfico para a saúde humana, particularmente no que diz respeito ao aumento das concentrações de alguns ácidos gordos (AG) insaturados, que são também considerados hipocolesterémicos. De entre os compostos deste grupo destacam-se os polinsaturados (PUFA), onde estão incluídos o ácido linoleico e os seus conjugados, vulgarmente designados por CLA e os ómega-6 e ómega-3, e dos monoinsaturados tem destaque o ácido vacénico. Em relação a uma possível diminuição dos ácidos gordos hipercolesterémicos, a bibliografia já não é tão consensual, havendo estudos onde se verifica a sua diminuição e outros onde esta diminuição é pouco relevante. De qualquer forma, e apesar das diferenças encontradas não serem muito significativas, a relação AG hipocolesterémicos/ hipercolesterémicos mostra uma tendência mais favorável para o leite proveniente de pastagens. 

#### Rico em CLA
O CLA representa um conjunto de isómeros geométricos e posicionais do ácido linoleico, sendo o ácido ruménico (C18:2 cis-9, trans-11), produto da biohidrogenação incompleta do ácido linoleico, que acontece no rúmen dos animais, considerado o isómero mais abundante e também o biologicamente mais ativo por ser predominantemente incorporado nas membranas fosfolipídicas. A concentração de CLA é maior no leite de animais que pastam mais, comparativamente com os que são sujeitos a uma dieta convencional. Um estudo revela que o leite de vaca açoreano é uma importante fonte de CLA, quando comparado com leite proveniente de outras regiões de Portugal e mesmo de outros países (Figura 1). Este estudo revela que a concentração do isómero mais abundante do CLA é mais de 40% superior no leite proveniente dos Açores, quando comparado com o produzido em Portugal continental. A erva fresca contém uma concentração mais elevada de fibras fermentáveis e açúcares solúveis, que criam um ambiente mais alcalino no rúmen das vacas o que o torna mais favorável ao desenvolvimento de microorganismos responsáveis pela biohidrogenação do ácido linoleico. 

Este grupo de ácidos gordos tem sido largamente estudado devido aos potenciais benefícios do seu consumo para a saúde humana, nomeadamente no que diz respeito ao sistema cardiovascular e função imune, assim como as propriedades anticancerígenas e efeito hipocolesterémico. Tem também atraído a atenção da comunidade científica por causa dos seus potenciais efeitos sobre a gordura corporal, ajudando a reduzir a massa de gordura. Devido ao aumento generalizado da obesidade, o interesse por alimentos/ suplementos ricos em CLA, percebido como um composto “natural” e desprovido de efeitos nocivos, tem aumentado.

#### Maiores concentrações de ácido vacénico
O ácido vacénico, monoinsaturado (MUFA), tal como acontece com o ruménico, é um composto intermediário da biohidrogenação do ácido linoleico no rúmen, sintetizado através de um metabolismo bacteriano. É um isómero geométrico e posicional do ácido oleico mais abundante e está presente em concentrações mais elevadas no leite de pastagem. Estudos demonstram também concentrações mais elevadas deste composto no leite proveniente de pastagem. Apesar deste ácido gordo ser o único percursor conhecido do ácido ruménico, Estudos demonstram que o seu consumo pode ter mais vantagens para a saúde do que aquelas que estão associadas ao consumo de CLA, nomeadamente no que diz respeito ao seu efeito benéfico na redução do crescimento de alguns tumores, testemunhado em experiências levadas a cabo com animais.

#### Rácio ómega-6/ ómega-3 mais próximo do recomendado
Um novo parâmetro de valorização nutricional do leite tem vindo a ganhar relevância e tem sido apontado como mais um indicador importante dos benefícios de consumir leite de pastagens, e está relacionado com os compostos ómega-6 e ómega-3, particularmente o seu rácio. O rácio representa um critério relevante porque os ómega-6 e 3 competem no organismo humano pelo metabolismo da enzima Δ6-desnaturase, e um consumo muito elevado de ómega-6 poderá reduzir a quantidade de enzima disponível para o metabolismo do ómega-3, podendo aumentar o risco de doenças cardíacas. O consumo elevado de forragem fresca também melhora o rácio ómega-6/ ómega-3 do leite. Normalmente, o rácio ómega-6/ ómega-3 das gorduras dos animais que se desenvolvem em sistemas convencionais é muito superior à relação recomendada para a dieta, que será tanto melhor quanto menor for. Como valor indicativo, o USDA (“United States Department of Agriculture”) diz que o rácio ómega-6/ ómega 3 deve ser de 2,28. Os animais que têm acesso a forragens frescas em maiores quantidades obtêm uma relação ómega-6/ ómega-3 mais baixa e portanto mais próxima do recomendado (Tabela 1). Dois dos mais representativos componentes desta categoria são o ácido α-linolénico como um ómega-3 e o ácido linoleico, no subgrupo dos ómega-6. Uma dieta rica em ácidos gordos da família ómega-3 é muito importante durante a gravidez, uma vez que contribui para evitar partos prematuros e ajuda também na manutenção do peso corporal e da saúde do feto e depois da criança. 
| País        | Dieta de pastagem | Dieta convencional |
| ----------- | ----------------- | ------------------ |
| Dinamarca   | 4                 | 8                  |
| Suécia      | 1,88              | 2,11               |
| Suíça       | 1,37              | 1,61               |
| Reino Unido | 2,63              | 3,76               |
| EUA         | 3,24              | 7,12               |

#### Mais rico em fosfolípidos
Apesar dos fosfolípidos constituírem apenas uma pequena parte da fração lipídica do leite, como referido no ponto 2.1., são considerados importantes componentes estruturais de muitas membranas biológicas, incluindo as membranas que delimitam os glóbulos de gordura do leite. Um estudo recente demonstra que leite proveniente de vacas que pastam tem maior quantidade de fosfolípidos totais (cerca de 0,901 g/100g de gordura) do que o que provém de uma produção convencional (aproximadamente 0, 807 g/100g de gordura) [35]. Os fosfolípidos estão associados a diversos benefícios ao nível da saúde humana, nomeadamente à inibição do cancro do colon rectal, redução dos níveis de colesterol no sangue, protecção da mucosa gástrica, entre outros. 
A tabela 2 sumariza valores indicativos que evidenciam as principais diferenças, para o perfil lipídico, entre leite proveniente de vacas que estão sujeitas a uma alimentação convencional e aquelas que têm acesso a erva fresca regularmente. 
| Categoria                              | Dieta de pastagem | Dieta convencional |
| -------------------------------------- | ----------------- | ------------------ |
| Saturados                              | 699               | 707                |
| ácido láurico                          | 34,6              | 36,6               |
| ácido mirístico                        | 116               | 112                |
| ácido palmítico                        | 332               | 354                |
| Polinsaturados                         | 39,4              | 31,8               |
| C18:2 cis-9, trans-11 (CLA – ruménico) | 7,4               | 5,6                |
| total ómega-3                          | 8,8               | 5,5                |
| total ómega-6                          | 23,2              | 20,7               |
| rácio ómega-6/ ómega-3                 | 2,64              | 3,76               |
| Monoinsaturados                        | 261               | 262                |
| C18:1 trans-11 (vacénico)              | 16,2              | 11,5               |

#### Perfil proteico
A concentração e composição de proteínas no leite são em grande parte insensíveis à variação na dieta dos animais. Fatores que afetam largamente o perfil proteico do leite são o estado de lactação dos animais, raça, bem como a sua genética individual.  
Na literatura encontram-se estudos que demonstram alguma relação entre concentrações de diferentes proteínas no leite e a sua proveniência (pastagem ou convencional). Os resultados destes trabalhos recentes (tabela 3) revelam que o leite proveniente de vacas que pastam em permanência é uma melhor fonte de β-lactoglobulina e lactoferrina, por exemplo. Estas proteínas são consideradas componentes com atividade bioactiva importante. A lactoferrina juntamente com a β-lactoglobulina e a α-lactoalbumina têm mostrado um papel importante na inibição do desenvolvimento de tumores. 
A β-lactoglobulina é um portador de retinol importante, com capacidades antioxidantes, enquanto a lactoferrina um elemento crucial na absorção de ferro e tem também propriedades antioxidantes e anticarcinogénicas. A lactoferrina é também particularmente relevante na estimulação do sistema imunitário, provavelmente devido ao aumento da atividade dos macrófagos (células de grandes dimensões do tecido conjuntivo que intervêm na defesa do organismo contra infeções).  
Se por um lado, são considerados componentes com actividade bioativa importante, por outro, a β-lactoglobulina é reconhecida como a responsável por mais de 60% das alergias causadas pelo consumo de leite. No que diz respeito à maior fração de proteínas do leite, as caseínas, verifica-se uma diminuição, não significativa, no leite de vacas que pastam em permanência. 
| Categoria              | Dieta de pastagem | Dieta convencional |
| ---------------------- | ----------------- | ------------------ |
| Proteína total (g/Kg)  | 30,3              | 32,2               |
| β-lactoglobulina (g/L) | 4,12              | 2,68               |
| Lactoferrina (mg/ L)   | 334,99            | 188,02             |
| Lisozima (µg/ L)       | 15,68             | 12,56              |

### Vitaminas
Relativamente às concentrações de vitamina A, particularmente a pró-vitamina A, β-caroteno e da vitamina E, especificamente o α-tocoferol, apresentam maiores valores no leite proveniente de vacas sujeitas a uma dieta baseada em pastagem comparativamente com a dieta á base de rações (Tabela 4). A vitamina A é especialmente importante para o desenvolvimento de sistema imunitário e para o bom funcionamento da visão. Desempenha também um papel relevante durante o crescimento e desenvolvimento das crianças e a sua carência durante a gravidez pode causar mesmo risco de mortalidade fetal e infantil . 
| Categoria                      | Alta ingestão de pasto | Baixa ingestão de pasto |
| ------------------------------ | ---------------------- | ----------------------- |
| β-caroteno (mg/Kg de gordura)  | 6,50                   | 5,90                    |
| α-tocoferol (mg/Kg de gordura) | 18,00                  | 15,60                   |

### Lactose
Alterações na concentração de lactose no leite causadas por alterações na dieta dos animais são muito raras e acontecem apenas em casos extremos. 

### Minerais
As concentrações de cálcio e magnésio no leite estão relacionadas principalmente com fatores genéticos. A dieta dos animais interfere muito pouco nas alterações das concentrações destes minerais no leite.

## Efeito do processamento térmico no perfil nutricional do leite de pastagem
O consumo de leite cru tem vindo a ganhar mais adeptos por causa da perceção de que a temperatura destrói os componentes benéficos para a saúde. No entanto, a aplicação de um tratamento térmico, usualmente UHT, é absolutamente recomendável, principalmente antes de o leite ser consumido por crianças, mulheres grávidas e pessoas que sofram de doenças crónicas ou do sistema imunológico [46].
Verifica-se que o CLA é sensível à temperatura , observando-se, para o caso específico de leite dos Açores (Figura 4), uma diminuição de CLA, do leite cru para o leite submetido a um processo UHT, de aproximadamente 19% (de 1,56 para 1,26). Contudo, na mesma figura também é possível verificar que, mesmo assim, o leite UHT proveniente dos Açores continua a ter valores de CLA superiores, mais de 37%, quando comparado com o leite proveniente de Portugal continental.
No que diz respeito ao perfil vitamínico do leite, particularmente no caso das vitaminas lipossolúveis (A e E), os estudos reportados apenas identificam pequenas ou ausência de perdas destes componentes. O mesmo já não se verifica com as vitaminas hidrossolúveis (B1 e C), onde a sensibilidade ao processamento térmico é francamente superior.

## Leite de Pastagem inteiro
Leite de pastagem inteiro, refere-se a um leite proveniente de vacas leiteiras, ao qual não foi retirado a sua gordura natural, i.e, não se procedeu à sua desnatação. As diversas e importantes funcionalidades das membranas que delimitam os glóbulos de gordura, que existem naturalmente no leite não processado, podem ser perdidas durante o processamento do leite, incluindo a desnatação . Para além das diferenças na percentagem de gordura do leite inteiro versus meio-gordo e magro, outros compostos, nomeadamente os lipossolúveis, tal como a vitamina A, vitamina D, β-caroteno e α-tocoferol, são afetados durante o processo de desnatação. 
Da literatura científica, verifica-se que a gordura do leite é muito sensível à dieta que as vacas estão sujeitas. Na produção do leite de pastagem, é obrigatória uma metodologia de maneio rigorosa para garantir a pastagem e produção de leite sustentáveis, assim como práticas rigorosas de bem-estar animal, no qual as vacas têm acesso continuado à pastagem durante todo o ano e uma alimentação à base de erva fresca. Está comprovado que os animais que se alimentam de erva fresca em maior quantidade produzem leite com um perfil lipídico mais benéfico para a saúde humana, particularmente no que diz respeito ao aumento das concentrações de alguns ácidos gordos (AG) insaturados. Genericamente, este leite apresenta uma fração insaturada mais rica, nomeadamente com percentagens elevadas de CLA e ácido vacénico e também de outros compostos bioactivos, como algumas pró vitaminas, que são essenciais ao homem.
Já existem existem várias marcas internacionais, como a Organic Valley (fundada nos Estados Unidos da América) ou a Arla (criada no Reino Unido) que promovem e comercializam leite de pastagem inteiro, devido ao seu valor nutricional e benéfico para a saúde.
O leite de pastagem é particularmente rico em ácidos gordos insaturados, nomeadamente em CLA e ácido vacénico, podendo contribuir como uma importante fonte destes compostos na dieta das crianças.

### Leite de Pastagem: uma estratégia para apurar a fração lipídica do leite inteiro
Existem estratégias que possibilitam alterar a fração lipídica do leite, nomeadamente, aumentar a percentagem da gordura insaturada e sem prejuízo de outros compostos igualmente importantes para a saúde dos consumidores . A dieta a que os animais estão sujeitos é sem dúvida uma das melhores práticas para atingir este objetivo. Estudos científicos demonstram, inequivocamente, que a fração gorda do leite é sensível à dieta dos animais. O leite proveniente de animais que pastam mais e comem mais erva fresca apresenta um perfil nutricional potencialmente mais benéfico para os consumidores .

#### Ácido linoleico conjugado (CLA)
O CLA tem vindo a ganhar uma importância especial pelo seu potencial efeito benéfico para a saúde humana: proteção contra a obesidade, doenças cardíacas e disfunção imunológica . Alguns estudos em animais estabelecem claramente que estes compostos são nutracêuticos devido ao seu possível papel na prevenção de algumas formas de cancro . A fração lipídica do leite proveniente de vacas que pastam mais e comem mais erva fresca tem concentrações mais elevadas de CLA. Isto acontece uma vez que a erva potencia um ambiente mais alcalino no rúmen das vacas, o que o torna mais favorável ao desenvolvimento de microorganismos responsáveis pelo processo de biohidrogenação do ácido linoleico.

#### Ácido vacénico
O leite inteiro possui uma quantidade superior de ácido vacénico, um ácido gordo insaturado, comparativamente com leites desnatados. Contudo, o leite de pastagem ainda contém quantidades superiores deste ácido gordo monoinsaturado. Um estudo publicado em 2006 indica percentagens médias deste composto em leite proveniente de produção convencional de 1,75% do total dos ácidos gordos e em leite proveniente de animais que comem mais erva fresca de 2,06% do total de ácidos gordos .

#### Fosfolípidos
O leite proveniente de vacas que pastam mais tem maior quantidade de fosfolípidos totais (cerca de 0,901g/100g de gordura) do que o que provém de produção convencional (0,807g/100g de gordura) . Atualmente, considera-se que os fosfolípidos, inclusive os derivados do leite, afetam positivamente inúmeras funções celulares, envolvendo crescimento e desenvolvimento, sistemas de transporte molecular, funções ao nível da memória e do sistema nervoso central, entre outros .

#### Vitaminas lipossolúveis
O leite possui alguns compostos bioactivos lipossolúveis, onde se incluem as vitaminas, por exemplo, e cujas concentrações estão intimamente relacionadas com a fração lipídica do leite. As concentrações de vitaminas A, D, B2, β-caroteno e α-tocoferol diminuem dramaticamente com a diminuição da percentagem de gordura no leite. Já na fração lipídica do leite de pastagem é possível encontrar maiores percentagens de vitaminas lipossolúveis e/ou dos seus percursores, como é o caso do α-tocoferol (pró vitamina E) e do β-caroteno (pró vitamina A) . Estes compostos bioativos são importantes para a saúde dos consumidores. Uma deficiência em vitamina A, por exemplo, pode causar distúrbios sérios ao nível da cegueira noturna e xeroftalmia.

#### Rácio ómega-6/ómega-3
Ao contrário dos sistemas de produção convencionais, o leite proveniente de vacas que comem mais erva fresca também detém um rácio ómega-6/ ómega-3 mais baixo e portanto mais próximo do recomendado (1:4) . O ácido α-linolénico é um dos compostos mais representativos do subgrupo dos ómega-3, enquanto o ácido linoleico distingue-se no subgrupo dos ómega-6. São ácidos gordos essenciais pois não podem ser sintetizados pelo organismo humano e são indispensáveis ao crescimento e bom funcionamento de tecidos e na regulação de alguns processos . Apesar de estes compostos não poderem ser sintetizados pelos animais, são obtidos através da dieta, particularmente pela ingestão de material vegetal . 

#### Glóbulos de gordura
Apesar da raça dos animais ser um fator extremamente relevante para definir as características dos glóbulos de gordura, a dieta dos animais também pode contribuir. Particularmente, o recurso à pastagem permite uma redução do tamanho dos glóbulos de gordura em cerca de 0,3 μm. Isto poderá estar relacionado com a quantidade de gordura que existe no leite e, particularmente, com concentração de ácidos gordos de cadeia longa . Este facto é vantajoso uma vez que, quanto menor for o tamanho do glóbulo, maior a área de superfície disponível para interacções com outras moléculas ou microorganismos no intestino .